# The Vehicle Birth
The Vehicle Birth was een Amerikaanse rockband.

## Bezetting
- Leigh Thompson[3] (gitaar, keyboards, klarinet, achtergrondzang)
- John Stephens[4] (basgitaar)
- Christopher Jackson[5] (gitaar)
- Jeffrey Galusha[6] (drums)
- Timothy James (zang, gitaar)

## Geschiedenis
De band bracht een complete plaat uit bij Crank! Records en bereikte enig succes met het verkrijgen van radiospeeltijd, haalde de CMJ-hitlijst (#24) en plaatste zich in The Gavin Report in de zomer van 1998. Ze toerden uitgebreid door de Verenigde Staten. Travis Morrison van The Dismemberment Plan produceerde en nam het meeste van hun vroege eindproduct op. De twee bands speelden vaak samen in shows.
De band speelde rockmuziek met een uitgebreid dynamisch bereik en experimenteerde met de verschillende modegrillen van deze tijd. Ze hielden de nummers die ze relevant vonden van vrije vorm improvisatie, zoals mathrock, low fidelity, slowcore en emocore/spazcore/screamo, zoals het zich ontwikkelde op de oostkust door bands als Rites of Spring en Fugazi en in het noordwesten met meer mainstream-acts als Sunny Day Real Estate. Sommige songs waren tamelijk eenvoudig, maar een algemeen thema was het creëren van spanning via muziek en daarna het uitbrengen van een plaat.
The Vehicle Birth begon op te treden in het Dharma Coffeehouse en The Music Store in Fairfax City. Toentertijd trad de band op met bands als The Dismemberment Plan. In 1994 verhuisden ze naar Boston, gingen verder met toeren en brachten meerdere 7" platen uit. Een sessie in Rhode Island in 1996 werd zelf uitgebracht als de lp Tragedy begin 1997. In 1998 bracht Crank! Records deze uit, toereikend voor een grotere verspreiding. Toeren leidde tot veel stress bij de band en ze kozen om een eind te maken aan hun bestaan in 1999. Ze speelden hun laatste show in Portland.
The Vehicle Birth kwam weer even samen voor twee shows in Virginia: een in Arlington in de Galaxy Hut en de ander in Fairfax in de Dharma Coffehouse.

## Toerpartners
De band speelde shows met generatiegenoten als Young Astronauts Club, The Dismemberment Plan, Sweep the Leg Johnny, The Elevator Drops, The Regrets, Green Magnet School, The Dambuilders, Kramer, Smearcase, Victory at Sea, Quintaine Americana, Jejune, The Transmegetti, Tristeza, Karate, Six Going on Seven, Jetpack, Robots, Dagobah, The Wicked Farleys, The Jose Fist, Thee Hydrogen Terrors, Slant Six, Pitchblende, Eggs, Tsunami, Jawbox, Burning Airlines, At the Drive-In, Piebald, Faraquet, A Minor Forest, Smart Went Crazy, Les Savy Fav, Archers of Loaf, The Control Group/The Doosies, The For Carnation, Gang of Four, Sunday's Best en vele anderen.

## Discografie
- 1997, 1998: Tragedy (1997, eigen uitgave; 1998, Crank! heruitgave)
- ????: Limousine / Zero Work, Amsterdam 7" (Lit)
- 1999: gedeelde single met The Wicked Farleys (Doom Nibbler) (song: Toronto)
- ????: various artists : They Came from Massachusetts (Big Wheel Recreation) (song: Coltrane)